# Every Lie
Every Lie è il terzo singolo dei My Darkest Days estratto dal loro primo album, omonimo.

## Video musicale
Il video racconta la fine di una relazione tra il cantante Matt Walst e una sua ragazza che lo tradisce. Mentre in contemporanea si vedono fuori da un motel membri della band che eseguono la canzone.

## Formazione
- Matt Walst – voce, chitarra ritmica
- Sal Coz Costa Bond – chitarra solista, cori
- Brendan McMillan – basso, cori
- Doug Oliver – batteria